# División de Honor de bádminton 2021-22
La temporada 2021-22 será la 35.ª edición de la División de Honor de bádminton en España, máxima categoría de este deporte en el país, organizada por la Federación Española de Bádminton.

## Equipos participantes - Grupo A
| Equipo                             | Ciudad      | Recinto                                   |
| ---------------------------------- | ----------- | ----------------------------------------- |
| CB Arjonilla                       | Arjonilla   | Pabellón Municipal de Arjonilla           |
| Club Bádminton Benalmádena         | Benalmádena | Polideportivo Arroyo de la Miel           |
| Club de Bádminton IES La Orden     | Huelva      | Polideportivo Andrés Estrada              |
| Club Bádminton Oviedo              | Oviedo      | Polideportivo Corredoria Arena            |
| Club Bádminton Ravachol Pontevedra | Pontevedra  | Centro Gallego de Tecnificación Deportiva |

## Clasificación - Grupo A
|                                                                     | Equipo                             | Puntos | J | G | P | PG | PP | JF  | JC  | PF   | PC   |
| ------------------------------------------------------------------- | ---------------------------------- | ------ | - | - | - | -- | -- | --- | --- | ---- | ---- |
| 1                                                                   | IES La Orden                       | 21     | 8 | 7 | 1 | 35 | 21 | 116 | 83  | 1894 | 1591 |
| 2                                                                   | CB Arjonilla                       | 15     | 8 | 5 | 3 | 31 | 25 | 111 | 95  | 1859 | 1807 |
| 3                                                                   | Ovida Bádminton Oviedo             | 12     | 8 | 4 | 4 | 33 | 23 | 110 | 89  | 1800 | 1709 |
| 4                                                                   | CD Bádminton Benalmádena           | 9      | 8 | 3 | 5 | 23 | 33 | 93  | 109 | 1718 | 1865 |
| 5                                                                   | Club Bádminton Ravachol Pontevedra | 3      | 8 | 1 | 7 | 18 | 38 | 71  | 125 | 1546 | 1845 |
| Fuente: Federación Española de Bádminton (actualización automática) |                                    |        |   |   |   |    |    |     |     |      |      |

## Equipos participantes - Grupo B
| Equipo                   | Ciudad       | Recinto                          |
| ------------------------ | ------------ | -------------------------------- |
| CB Alicante              | Alicante     | Pabellón Pedro Ferrándiz         |
| Granada GRUPO TORRES     | Granada      |                                  |
| Club Bádminton Pitiús    | Ibiza        | Polideportivo Insular Blancadona |
| Club Bádminton Rinconada | La Rinconada | Pabellón Fernando Martín         |
| CB San Fernando          | Valencia     | Pabellón Fuensanta               |

## Clasificación - Grupo B
|                                                                     | Equipo                    | Puntos | J | G | P | PG | PP | JF  | JC  | PF   | PC   |
| ------------------------------------------------------------------- | ------------------------- | ------ | - | - | - | -- | -- | --- | --- | ---- | ---- |
| 1                                                                   | Rinconada - Sevilla       | 18     | 8 | 6 | 2 | 32 | 24 | 111 | 85  | 1779 | 1671 |
| 2                                                                   | San Fernando Valencia     | 15     | 8 | 5 | 3 | 28 | 28 | 106 | 108 | 1915 | 1929 |
| 3                                                                   | UD Ibiza-Bádminton Pitius | 9      | 7 | 3 | 4 | 25 | 24 | 93  | 92  | 1633 | 1668 |
| 4                                                                   | Granada GRUPO TORRES      | 9      | 7 | 3 | 4 | 24 | 25 | 88  | 90  | 1568 | 1609 |
| 5                                                                   | Alicante                  | 6      | 8 | 2 | 6 | 24 | 32 | 94  | 117 | 1881 | 1899 |
| Fuente: Federación Española de Bádminton (actualización automática) |                           |        |   |   |   |    |    |     |     |      |      |